# Operation Braddock
Die Operation Braddock war eine Maßnahme operativer Information, die ab 1943 vom britischen Special Operations Executive (SOE) im Zweiten Weltkrieg geplant und umgesetzt wurde. Ziel war es, durch den Abwurf sogenannter „Angriffspakete“ im feindlichen Gebiet Verwirrung zu stiften, Angst und Unsicherheit zu verbreiten und die Moral der Bevölkerung sowie der Truppen zu untergraben. Die Pakete enthielten unter anderem spezielle Granaten, Taschenbrennelemente, eine kleine Schusswaffe oder Brandsätze. Damit ausgestattete subversive Kräfte, Kriegsgefangene oder Zwangsarbeiter sollten anschließend Sabotageakte verüben, die eine ernsthafte Bedrohung für den Gegner darstellen sollten.

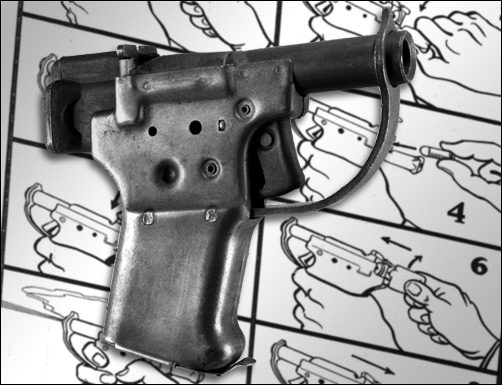
„Liberator“-Pistole

Der britische Geheimdienst kam ursprünglich zu dem Schluss, dass eine massenhafte Verteilung von „verdeckten“ Spreng- oder Brandsätzen über feindlichen Gebieten nicht sinnvoll sei. Zum einen gebe es nicht genügend Flugzeuge für den Transport der Pakete, zum anderen bestand die Befürchtung, die deutsche Seite könne sich anschließend an kriegsgefangenen Soldaten rächen. Zudem war man der Meinung, spielende Kinder könnten durch Sprengkörper verletzt oder gar getötet werden. Der für die Operation verantwortliche Minister Lord Selborne kam im Laufe des Jahres 1943 jedoch zu dem Schluss, dass sich die Kriegssituation inzwischen grundlegend geändert habe und es nun erforderlich sei, zumindest die Kommunikation in den vom Feind besetzten Gebieten zu lähmen oder zu behindern. Auch könnten unbeabsichtigte Verletzungen von Kindern ohne weiteres durch technische Besonderheiten der eingesetzten Mittel verhindert werden.

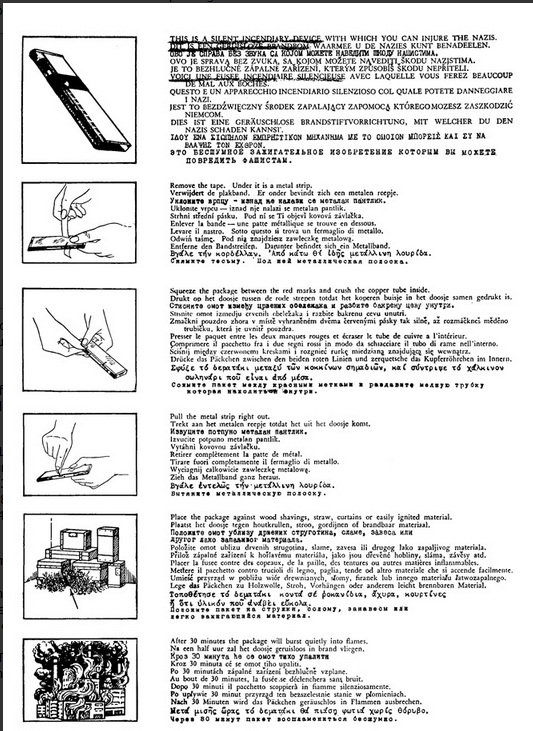
Gebrauchsanweisung für den Einsatz eines Brandpäckchens

Die SOE begann daraufhin mit der Ausarbeitung eines Einsatzszenarios. Der Plan „Braddock I“ bestand darin, 50.000 „Angriffspakete“ per Fallschirm über feindlichem Gebiet abzuwerfen. Außer speziell entwickelten Granaten sollten die Pakete unter anderem eine besondere Schusswaffe enthalten, die als „Liberator“-Pistole bezeichnet wurde. Diese sehr einfach gebaute Waffe konnte nur eine einzige Patrone abfeuern, jedoch wurden Reserven von 10 weiteren Patronen mitgeliefert. Eine Million dieser Pistolen wurden für je 2,10 $ in den USA hergestellt. Das Szenario „Braddock I“ wurde schließlich aufgegeben und die simplen Waffen teilweise an den französischen Widerstand und an Aufständische in Ostasien ausgeliefert.
Für „Braddock II“ war geplant, etwa 3 Millionen Brandsätze (als „Braddocks“ bezeichnet), über Deutschland und Italien zu verteilen, die von ausländischen Zwangsarbeitern und Widerständlern gegen das Nazi-Regime für Sabotagezwecke genutzt werden sollten. Die SOE argumentierte, wenn nur ein Prozent der Brandsätze erfolgreich eingesetzt würden, käme es zu etwa 30.000 Bränden in ganz Deutschland.
Das Brandsatzpaket bestand aus einem kleinen, transparenten Zelluloidgehäuse, das mit einem brennbaren Gel gefüllt war. Dieses wurde durch Zerstören des Gehäuses mit einem integrierten „Schlagbolzen“ entzündet. Eine halbe Stunde später brachen die Flammen aus und brannten anschließend etwa vier Minuten lang bei einer Temperatur von 2000 Grad Celsius. Später wurden auch Brandpäckchen mit unterschiedlichen Zeitzündern ausgestattet. So gab es welche mit Verzögerungen von 15 oder 30 Minuten, sowie drei, acht und 34 Stunden. Außen am Paket befand sich eine Gebrauchsanweisung in elf verschiedenen Sprachen.

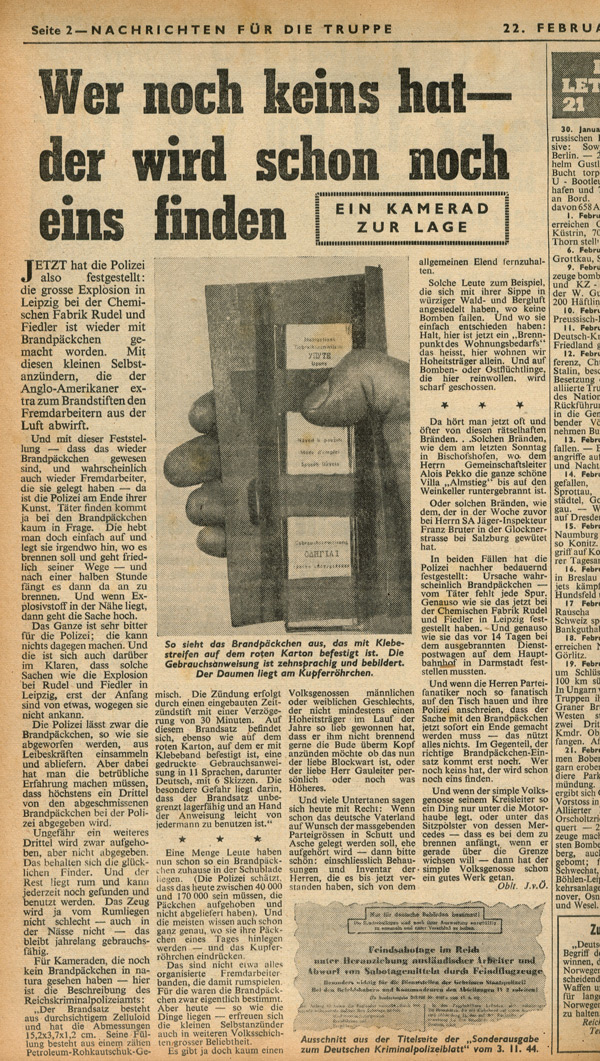
Nachrichten für die Truppe vom 19. Februar 1945

Nach mehrmonatigen Diskussionen wurde schließlich im Mai 1944 beschlossen, die Operation „Braddock II“ so bald wie möglich nach dem sogenannten D-Day durchzuführen. Schließlich kam es dazu, dass am 25. September 1944 die ersten 200.000 Brandpäckchen von der US-Luftwaffe über der Region Frankfurt und Mainz abgeworfen wurden. An diesem Tag übertrug der Propagandasender „Voice of SHAEF“ einen offenen Appell an ausländische Zwangsarbeiter in Deutschland. „Die Stunde des Handelns ist gekommen“, kündigte das Radio an und erklärte, dass in einigen Teilen Deutschlands organisierte Zellen von Ausländern heute mit Mitteln für den aktiven Widerstand versorgt werden. Jedem, der ein Päckchen fand, wurde mitgeteilt, die beigefügte Anleitung zu lesen und die sogenannten „Braddocks“ an einem sicheren Ort zu verstecken, bis er einen Plan für eine optimale Sabotage-Nutzung ausgearbeitet hätte.
Nach dem Abwurf der Brandpäckchen über Frankfurt besetzte unter anderem eine SS-Einheit das  Zwangsarbeiter-Wohnheim für Niederländer im „Kristallpalast“ in der Grossen Gallusstraße. Die zuständige Polizeibehörde teilte mit, dass seit dem Abwurf der Päckchen bereits 20.000 bis 25.000 Stück eingesammelt worden sind. Es werde befürchtet, dass viele Tausend weitere bereits von ausländischen Arbeitern oder anderen unzuverlässigen „Elementen“ gefunden wurden und diese bereit sind, damit Sabotageakte zu verüben. Es sei aufgefallen, dass ein ungewöhnlich hoher Prozentsatz von ausländischen Arbeitern nicht zur Arbeit gekommen ist.
Erst im Februar 1945 wurden sehr vereinzelt weitere „Braddocks“ in verschiedenen Teilen Deutschlands abgeworfen, wobei der letzte derartige Einsatz am 5. April 1945 über der Stadt Fürth erfolgte. Danach hielt man weitere Einsätze von „Braddocks“ nicht mehr für sinnvoll. Zum einen stand die Niederlage Deutschlands unmittelbar bevor, zum anderen wurde immer noch befürchtet, deutsche Sicherheitsorgane könnten mit großangelegten Vergeltungsmaßnahmen gegen kriegsgefangene Soldaten oder Zwangsarbeiter beginnen. Die Restbestände der Brandpäckchen wurden am 3. Mai 1945 mit dem Kommentar vernichtet: „Sie würden ein schönes Freudenfeuer für den VE-Tag erzeugen“.
Der Erfolg der „Operation Braddock“ ist nachträglich schwer einzuschätzen. Angesichts der großen Anzahl von Bränden, die in angegriffenen Städten durch Bomben ohnehin ausbrachen, lässt sich der Anteil von erfolgreichen Sabotageeinsätzen durch Brandpäckchen nicht ermitteln.